# Lehaucourt
Lehaucourt település Franciaországban, Aisne megyében. Lakosainak száma 832 fő (2022. január 1.). Lehaucourt Bellenglise, Fayet, Gricourt, Lesdins, Levergies, Magny-la-Fosse, Omissy és Pontruet községekkel határos.

## Népesség
A település népességének változása:
| Lakosok száma | 428  | 764  | 803  | 770  | 917  | 896  | 877  | 861  | 853  | 832  |
|               | 1968 | 1982 | 1990 | 2006 | 2013 | 2015 | 2017 | 2019 | 2020 | 2022 |